# Casa-Museu del Comtat
La Casa-Museu del Comtat, i seu del Centre d'Estudis Contestans del municipi de Cocentaina (Comtat) se situa en un edifici del segle xviii al centre urbà de la població. L'edifici consta de celler, planta baixa i dos pisos.
Compta amb un teginat a la sala principal. La façana està organitzada en planta baixa d'acord amb el model urbà del segle xv mentre que la resta és del segle xviii. Disposa d'arcs de pedra, ceràmiques i balconades de ferro forjat d'interès.
Destaquen una petita finestra romànica geminada situada sobre l'accés i l'arc amb dovelles de l'entrada, així com els panells de rajoles barroques del primer pis.
En aquest edifici té la seu el Centre d'Estudis Contestans, un dels organismes d'estudis comarcals més importants del País Valencià. També hi està instal·lada la Casa-Museu del Comtat, amb una col·lecció etnológica que ocupa tot l'immoble, després que fos restaurat i rehabilitat de forma curosa. S'hi poden contemplar el sistema tradicional d'elaboració del vi, de l'oli i de la farina, productes bàsics de l'artesania popular de Cocentaina.